# Messier 9
Messier 9 (M9, NGC 6333) – gromada kulista położona w gwiazdozbiorze Wężownika. Została odkryta i skatalogowana przez francuskiego astronoma Charles’a Messiera 28 maja 1784 roku. Ze względu na możliwości ówczesnych teleskopów opisał on ją jako „mgławicę bez gwiazd” o średnicy 3′. Jako skupisko gwiazd po raz pierwszy została opisana przez Williama Herschela około 20 lat po odkryciu. Zawiera ona ponad 250 000 gwiazd.

## Odległość
M9 jest jedną z gromad kulistych położonych najbliżej centrum Drogi Mlecznej. Znajduje się około 5500 lat świetlnych od centrum Galaktyki i około 25 800 lat świetlnych od Ziemi, przy czym dystans ten rośnie z prędkością ok. 229 km/s. Odległość od jądra galaktyki sprawia, że oddziaływania grawitacyjne zdeformowały nieco jej kształt.

## Jasność
Światło emitowane przez gromadę jest znacznie osłabiane przez pył międzygwiezdny. M9 leży bowiem na skraju ciemnej mgławicy. Jasność gromady jest obniżana o co najmniej jedną wielkość gwiazdową. Biorąc pod uwagę te zjawiska jasność obserwowana M9 (7,7m) odpowiada jasności absolutnej −8,04m, co czyni ją około 120 tysięcy razy jaśniejszą niż Słońce.

## Gwiazdy
Najjaśniejsze spośród gwiazd gromady mają jasność obserwowaną 13,5m, mogą więc być obserwowane przy użyciu średniej wielkości teleskopów amatorskich. W gromadzie odkryto 13 gwiazd zmiennych. Typ widmowy całej gromady określa się na F2.

## Obserwacje
M9 może zostać zaobserwowana jako ciemna, mała, okrągła plamka już przy użyciu lornetki 10x50 przy dobrych warunkach. Teleskop 4-calowy pozwala dostrzec centralną część gromady o średnicy około 3′ słabnącą ku brzegom i lekko eliptyczną. Instrumenty 6-calowe pozwalają dostrzec najjaśniejsze gwiazdy gromady, przez 8–10-calowe można zaobserwować M9 jako gromadę o średnicy 7–8′. Duże teleskopy amatorskie pozwalają na dostrzeżenie gwiazd aż do centrum gromady.

## Otoczenie gromady
Około 80′ od M9 leży nieco mniejsza (8′) i słabsza (8,25m) gromada kulista NGC 6356 znajdująca się prawie dwa razy dalej od Ziemi (50 tysięcy lat świetlnych). W podobnej odległości kątowej leży znacznie słabsza i mniejsza gromada kulista NGC 6342. Ciemna mgławica Barnard 259 leży na południowy wschód od M9, a Barnard 64 leży w odległości około 25′ na zachód.